# Henry Detouche

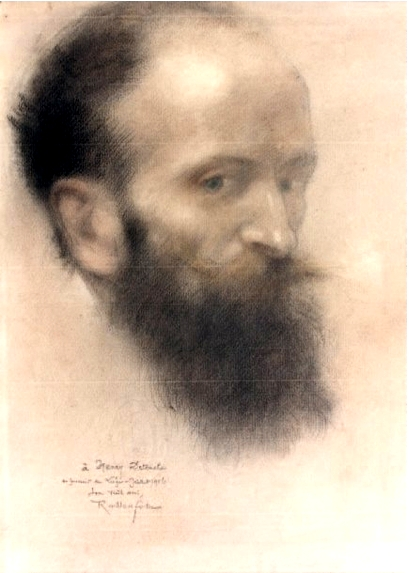
Armand Rassenfosse, Ritratto di Henry Detouche

Henry Detouche (Parigi, 10 gennaio 1854 – Parigi, 12 marzo 1913) è stato un pittore, incisore e disegnatore francese.

## Biografia
Henry Detouche apprende le tecniche artistiche da suo padre Laurent Détouche, pittore di genere storico e in seguito da Ulysse Butin, pittore di paesaggi marini e incisore, che gli insegna l'arte di modellare e di disegnare i volumi, tecnica questa caratteristica della scultura.
Detouche diventa membro della Société des artistes français nel 1889. Pittore fino ai trent'anni, successivamente si orienta alla pratica dell'incisione.
Nel 1896 viene invitato come artista straniero dalla Société royale belge des aquarellistes e espone a Bruxelles l'opera Intimités de mer.
L'anno successivo compie un viaggio attraverso la Spagna guidato da una moda, molto diffusa fra gli artisti e scrittori dell'epoca, definita spagnolismo
.
Tornato a Parigi, collabora con numerose riviste: La Plume, Le Courrier français, L'Art moderne, Panurge e partecipa regolarmente al Salon des artistes français e soprattutto al Salon des humoristes con acquerelli e pastelli con tematiche riguardanti la donna .

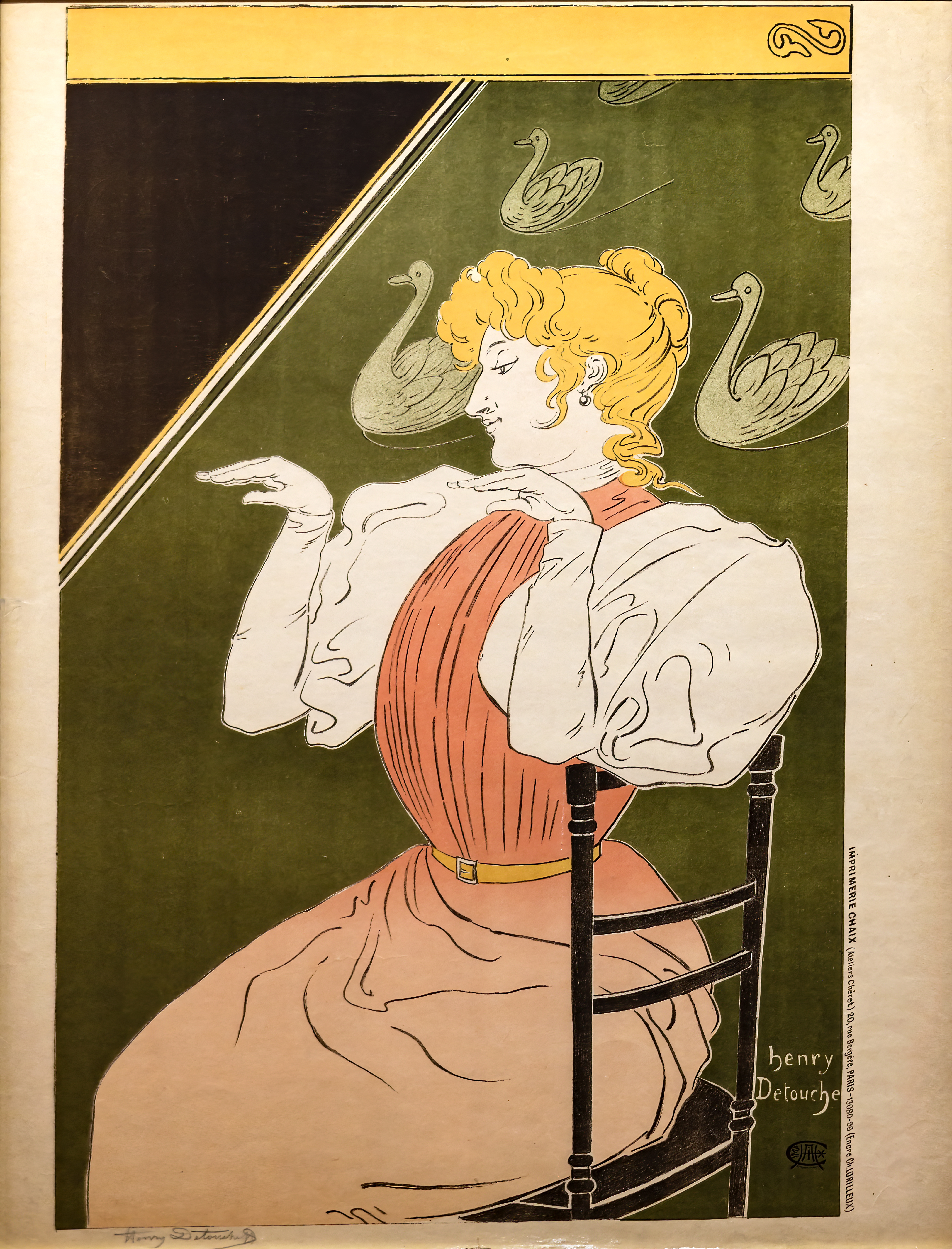
Henry Detouche - Affiche per il Salon des Cent

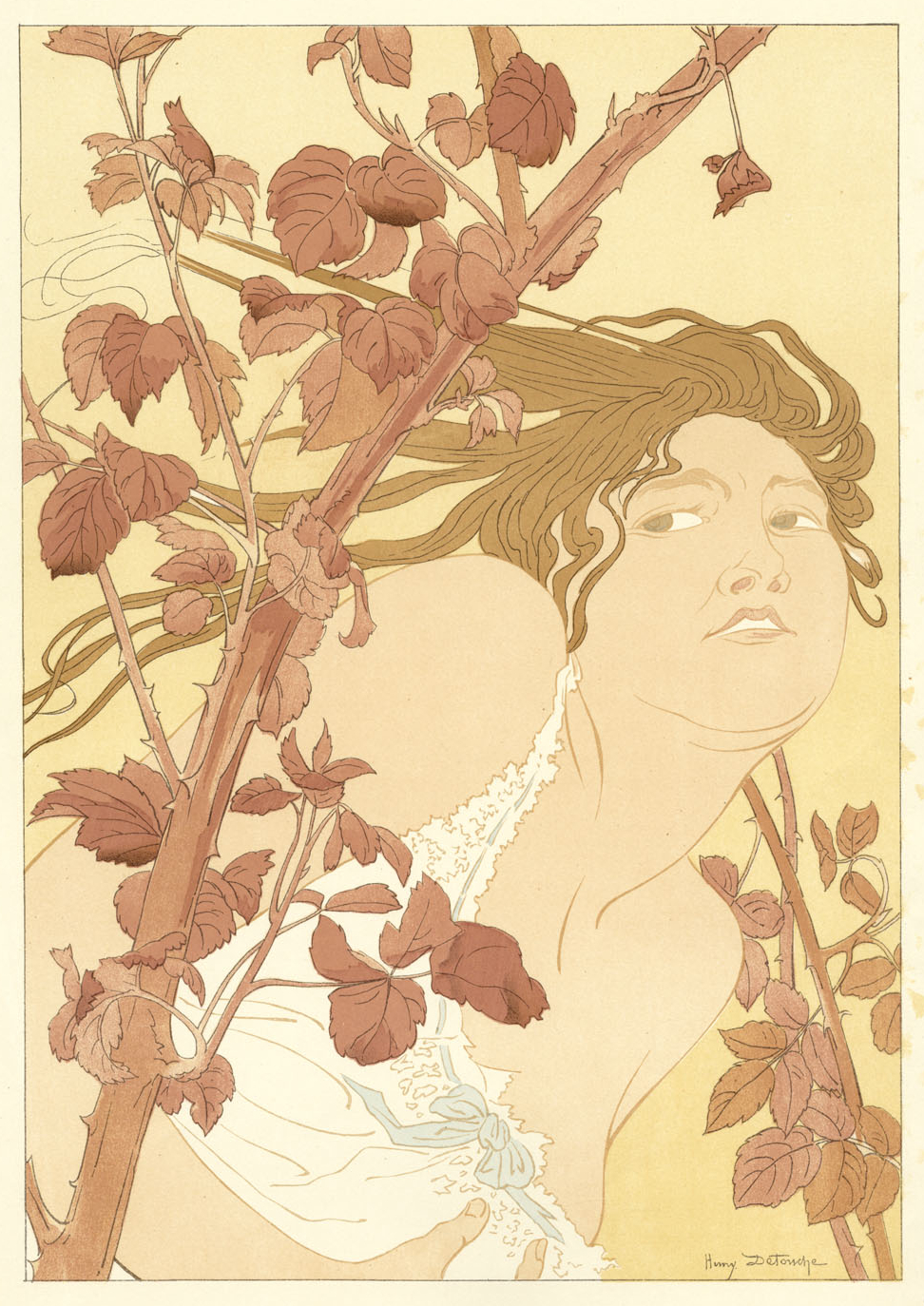
Detouche, Les Ronces, 1897 - Pubblicata da L'Estampe moderne

### Le incisioni
A partire dal 1884 Henry Detouche si dedica totalmente all'illustrazione usando la tecnica dell'acquaforte e dell'acquatinta dal 1885 al 1913, puntasecca  dal 1885 al 1892 e litografia dal 1886 al 1901. Le prime incisioni non sono a colori, ad esempio nelle opere Le Diable au corps, Femme au torse nu, La luxure (1885), Venise (1892), e altre.
La sua prima acquaforte a colori che ci è nota viene stampata nel 1895: Ébat matinal. Affascinato da questa tecnica, realizza numerose tavole.
Intorno al 1896-1897, Detouche va in Spagna e i suoi ricordi di questo viaggio sono fissati in nove acqueforti e acquetinte: fra le quali si ricordano Tango, Le Bolero, La Purissima, Juana  e sono le prime impressioni del suo soggiorno in Spagna durante il quale rimane affascinato da ballo e ballerini.
Esegue l'affiche, con tecnica litografica a colori, per la ventiduesima esposizione di luglio 1896 al Salon des Cent e nel 1897 la rivista L'Estampe moderne stampa Les Ronces.
Si dovrà attendere il 1905 per vedere esposte alcune incisioni a colori presso la galleria di George Petit (La Sévillana, La Tortajada, La Cangue, e altre) e alcuni tondi: (Féminités). Detouche realizzerà altri tondi con la tecnica litografica a colori come Liberté-Égalité-Fraternité che rappresenta la Repubblica e una serie di cinque tondi in acquatinta, realizzati nel 1905, intitolata Cinq Sens.  

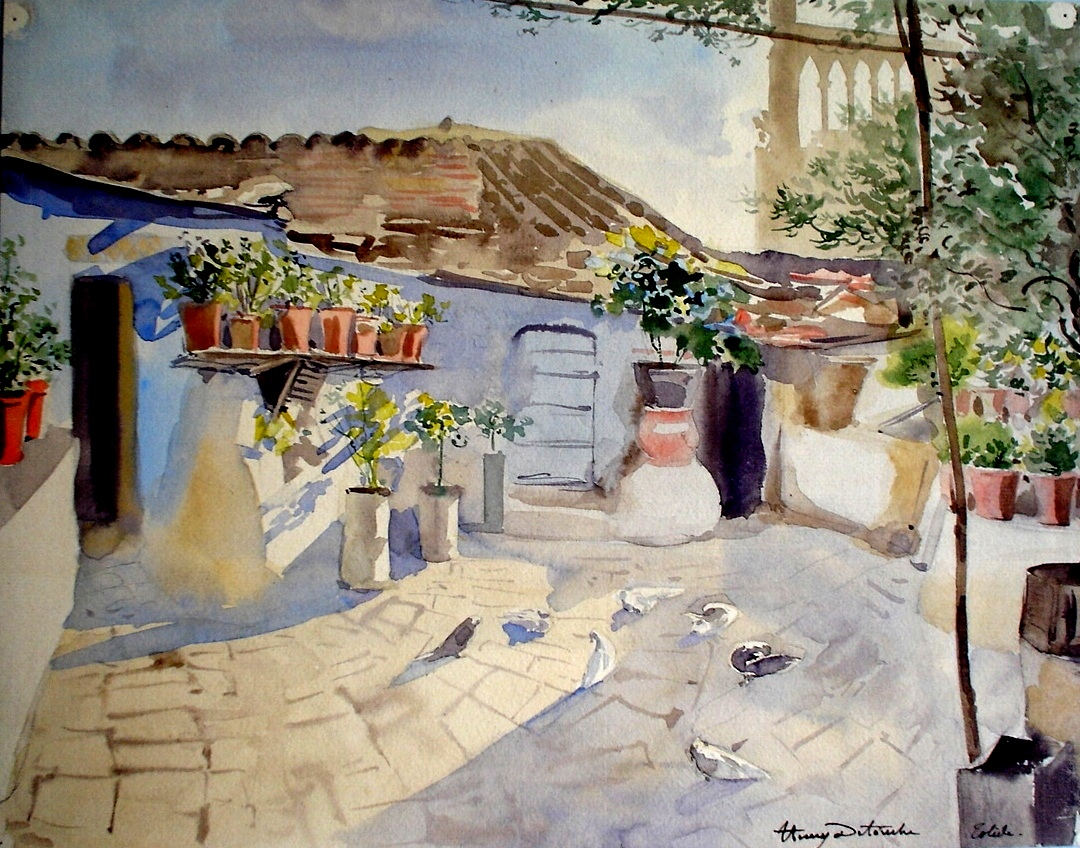
Henry Detouche - Terrasse Cal del Angel di Toledo

Nel 1908 realizza per il Salon des humoristes le sedici acqueforti della serie Turbulences andalouses : La Page, La Perversité, etc.
I temi principali rappresentati da Detouche sono  paesaggi di montagna e  figure femminili spesso dall'aspetto depravato ma il suo soggetto preferito è la Spagna che ispira le tavole più interessanti tra il 1897 e il 1910.

## Collocazione delle opere
- Collocazioni pubbliche
  - Biblioteca nazionale di Francia :
  - musée Rodin : Danseuse espagnole, 1897 circa, disegno[3].
- Collocazioni sconosciute

Opere un tempo ospitate al Museo di Lussemburgo:
- Ballerines andalouses
- Tango
- Boléro
- Escarpolette
- Juana l'Andalouse
- Melle Jane Montmartin
- Sevillana
- Souvenir du Caire
- Tango
- Vito